# Matang Meunye (Lhoksukon)
Matang Meunye is een bestuurslaag in het regentschap Aceh Utara van de provincie Atjeh, Indonesië. Matang Meunye telt 223 inwoners (volkstelling 2010).